# Wiktorija Jewgenjewna Woltschkowa
Wiktorija Jewgenjewna Woltschkowa (russisch Викто́рия Евге́ньевна Волчко́ва, anhörenⓘ; * 30. Juli 1982 in Leningrad, Sowjetunion) ist eine russische Eiskunstlauftrainerin und ehemalige Eiskunstläuferin, die im Einzellauf startete. 

## Biografie
Wiktorija Woltschkowa begann im Alter von 6 Jahren mit dem Eiskunstlaufen. Sie kam durch ihre Eltern zum Eiskunstlaufen.
Sie zog von St. Petersburg nach Moskau um, um bei Wiktor Kudrjawzew zu trainieren, wechselte dann allerdings mehrfach den Trainer. Ihre derzeitige Trainerin ist Marina Kudriawzewa. Sie startet für den Klub SC Moskwitsch.
Sie gewann viermal die Bronzemedaille bei Europameisterschaften und zweimal bei den Juniorenweltmeisterschaften.
Im Herbst 2004 brach sich Wiktorija Woltschkowa das Handgelenk und verpasste deshalb die Nationalen Meisterschaften 2005. Im September 2005 musste sie sich einer Meniskusoperation unterziehen.
Wegen einer Entzündung im rechten Arm konnte sie den Wettbewerb bei den Olympischen Winterspielen 2006 nicht beenden.
Heute ist Woltschkowa als Trainerin tätig.

## Erfolge/Ergebnisse

### Olympische Winterspiele (Eiskunstlauf)
- 2002 – 9. Rang
- 2006 – zurückgezogen

### Weltmeisterschaften (Eiskunstlauf)
- 1999 – 10. Rang
- 2000 – 6. Rang
- 2001 – 6. Rang
- 2002 – 7. Rang
- 2003 – 5. Rang
- 2004 – 15. Rang
- 2005 – nicht teilgenommen
- 2006 – nicht teilgenommen

### Juniorenweltmeisterschaften (Eiskunstlauf)
- 1999 – 3. Rang

### Europameisterschaften (Eiskunstlauf)
- 1999 – 3. Rang
- 2000 – 3. Rang
- 2001 – 3. Rang
- 2002 – 3. Rang
- 2003 – 8. Rang
- 2004 – nicht teilgenommen
- 2005 – nicht teilgenommen
- 2006 – 9. Rang

### Russische Meisterschaften
- 1999 – 3. Rang
- 2000 – 3. Rang
- 2001 – 2. Rang
- 2002 – 3. Rang
- 2003 – nicht teilgenommen
- 2004 – 6. Rang
- 2005 – wegen Verletzung nicht teilgenommen
- 2006 – 2. Rang
- 2007 – 5. Rang